# 瓦克達
瓦克達（1606年6月17日（萬曆三十四年 / 丙午年五月十三）—1652年9月9日（順治九年八月初七）），滿洲愛新覺羅氏。清太祖努爾哈赤孫、禮烈親王代善第四子。

## 早年
天聰元年（1627年），清軍攻打寧遠，擊敗明軍總兵滿桂，瓦克達力戰受傷。崇德五年（1640年）跟從多爾袞圍攻錦州，瓦克達以十餘騎兵擊斬打柴的敵兵。崇德六年（1641年），洪承疇以十三萬人援救錦州，次及松山，敵軍騎兵來奪清軍紅衣大炮，瓦克達偕同滿達海戰退敵軍，天雨中再戰，又再打敗敵軍。進而攻擊洪承疇步兵，噶布希賢什長費雅思哈失去馬匹，瓦克達與數騎而出。甲喇章京哈寧阿墜馬重傷，瓦克達殺入數重圍困的敵陣，救哈寧阿回陣。崇德八年（1643年）後來因二兄碩託謀立睿親王多爾袞，被譴謫而死，瓦克達遭受牽連，被廢黜宗室資格。
順治元年（1644年），瓦克達跟從多爾袞入山海關，追擊李自成部隊至慶都。再跟從阿濟格自邊外趨至綏德。順治二年（1645年），李自成逃遁至湖廣，瓦克達追踪至安陸。李自成方乘船遁，瓦克達偕巴牙喇纛章京鰲拜涉水登岸，射殪賊奪其船以濟大軍。順治三年，敘功，復宗室，援三等鎮國將軍。跟從多鐸清剿蘇尼特部騰機思、騰機特等，追至圖拉河，斬殺騰機思三位孫子、騰機特兩位兒子，及喀爾喀台吉十一人，並俘獲其輜重。大軍至布爾哈圖山，再與貝子博和託合軍，進軍斬千餘首級，俘虜八百餘人，獲駝、馬、牛、羊無數。又擊敗喀爾喀土謝圖汗軍隊。順治四年（1647年），進封為鎮國公。

## 謙襄郡王
順治五年（1648年），清世祖顧念宗室貧乏，賞賜瓦克達銀六千，進封為郡王。喀爾喀部二楚虎爾侵擾邊境，瓦克達因而跟從阿濟格防守大同。後來又跟從阿濟格征討叛將姜瓖，圍攻渾源。順治六年（1649年），瓦克達偕同滿達海攻打朔州，發炮毁壞其城。移軍攻打寧武，姜瓖部將劉偉、趙夢龍把守此城，在清軍攻佔前，縱火棄城出走。姜瓖部將楊振威斬殺姜瓖並向阿濟格投降，劉偉、趙夢龍亦因而向瓦克達投降，靜樂及寧化所、八角堡諸寨等地悉數被平定。同年十月，瓦克達代滿達海為征西大將軍，剿滅山西餘寇。前明大學士李建泰既降清，又再謀叛，佔踞太平。清軍圍攻二十餘日後，李建泰因為窮蹙而出降。朝廷下詔誅殺李建泰及其兄弟子侄，籍沒家產入宮。接連收復平陽三十六個屬縣。順治七年（1650年），領軍退還。順治八年（1651年），加瓦克達封號「謙」是為謙郡王，命他掌管工部，預為議政。順治九年（1652年），瓦克達被定罪，解任工部事務，罷其議政之職。瓦克達同年逝世。康熙十年（1671年），追封瓦克達謚號為「襄」，是為謙襄郡王。

## 逝世後
瓦克達曾經駐軍於平陽，當時他约束士兵安定居民。逝世後，平陽人修建祠堂以祭祀他。順治十年（1653年），朝廷頒授其次子留雍、三子噶爾賽為三等奉國將軍品級。康熙六年（1667年），留雍、哈爾薩上書訴說瓦克達軍功繁多，朝廷遂授哈爾薩為鎮國公，留雍為鎮國將軍。康熙八年（1669年），留雍復以自己爵位卑微，訟訴不平。議政王等言以前封爵因瓦克達輔政所得，宜並廢黜改革，清聖祖遂命兩人並降為奉國將軍品級。康熙二十一年（1682年），哈爾薩再訟訴瓦克達爵乃以軍功封賞，按例應可世襲。朝廷遂命他襲封鎮國公，並封其子海青為輔國公。哈爾薩累功遷為右宗正。康熙二十五年（1686年），朝廷下詔責成其鑽營，與海青並奪去爵位。又以留雍襲封鎮國公。康熙三十七年（1698年），再以留雍怠惰，奪去其爵位。乾隆四十三年（1778年），清高宗收錄瓦克達軍功，命令其四世孫洞福以鎮國將軍世襲罔替。

## 家族
- 父：禮烈親王代善
- 母：繼福晉葉赫納喇氏[1]
- 妻妾：[1]
  - 嫡福晉赫舍里氏
  - 繼福晉他塔喇氏
  - 側福晉巴林氏
  - 側福晉納喇氏
  - 庶福晉何氏
  - 庶福晉卞氏
  - 媵妾納喇氏
- 子：[1]

1. 巴克達，母嫡福晉赫舍里氏
2. 已革奉恩鎮國公留雍，母庶福晉何氏
3. 已革奉恩鎮國公噶爾賽，母庶福晉卞氏